# Comissão das Nações Unidas de Desenvolvimento Social
A Comissão para o Desenvolvimento Social (CSocD) é uma das dez comissões funcionais estabelecidas pelo Conselho Econômico e Social das Nações Unidas (ECOSOC) desde 1946 para assessorá-la e auxiliá-la na realização de seu trabalho. A Comissão de Desenvolvimento Social é composta por 46 membros eleitos pelo ECOSOC.

## A Cúpula Mundial para o Desenvolvimento Social, Copenhague, março de 1995
No final da Cúpula, os governos adotaram a Declaração de Copenhague, os Dez Compromissos e o Programa de Ação da Cúpula Social Mundial.

## Links Relacionados
- Departamento de Assuntos Econômicos e Sociais da ONU (UN DESA)
- Divisão de Política Social e Desenvolvimento do Departamento de Assuntos Econômicos e Sociais (DSPD / DESA)

1. ↑  «Agreements of the World Summit for Social Development, Copenhagen 1995». www.un.org. Consultado em 24 de maio de 2021
2. ↑  «World Summit for Social Development 1995 | DISD». www.un.org (em inglês). Consultado em 24 de maio de 2021